# Nomenklatura organske kemije IUPAC
Nomenklatura organske kemije IUPAC je sistematična metoda poimenovanja organskih kemičnih spojin, ki jo priporoča Mednarodno združenje za čisto in uporabno kemijo (International Union of Pure and Applied Chemistry, IUPAC). Sistem imen temelji na načelu, da se iz imena katerekoli spojine lahko nedvoumno nariše njena strukturna formula. Obstojata tudi nomenklatura anorganske kemije in nomenklatura zelo kompleksnih cikličnih molekul.
Za vsakdanje komuniciranje uradno priporočena imena spojin  niso vedno najbolj praktična, zato se uporabljajo samo takrat, ko je treba natančno določiti, za katero spojino gre. V pogovoru se običajno uporabljajo poenostavljena imena, na primer etanol namesto etil alkohol, ali trivialna imena, na primer solna kislina namesto klorovodikova kislina.

## Osnovna načela
V organski kemiji se za opis vrste in položaja funkcionalnih skupin uporabljajo številne predpone, pripone in vstavki.
Imenovanje organske spojine poteka po naslednjih korakih:
1. Poišče se glavno verigo ogljikovodika, se pravi najdaljšo verigo ogljikovih atomov.
2. Poišče se funkcionalne skupine, če so, in se določi skupino z najvišjo prioriteto.
  1. Ugotovi se položaj te funkcionalne skupine.
  2. Oštevilči se ogljikove atome v glavni verigi. Funkcionalna skupina mora imeti najmanjšo možno številko. Številči se lahko z leve ali z desne. Številka se zapiše pred imenom funkcionalne skupine, na primer pred –ol, -on ali –al. Če je skupina terminalna (na začetku verige) in edina (takšna je lahko, na primer, karboksilna ali aldehidna skupina), njeno številčenje ni potrebno.
Če spojina nima funkcionalnih skupin, se oštevilči ogljikove atome o obeh smereh. Ugotovi se položaje stranskih verig (ogljikovih verig, ki niso v glavni verigi) v obeh smereh. Kočna in prava smer številčenja je tista, v kateri imajo stranske verige nižje položaje. Primer: 2,2,5-trimetilheksan ima prednost pred 2,5,5-trimetilheksanom.
3. Identificira in oštevilči se stranske verige.
  1. Če je v verigi več kot ena stranska veriga iste vrste, se pred njeno ime zapiše di-, tri-, tetra-,..., odvisno od števila stranskih verig. Številke istovrstnih stranskih verig se grupirajo in se po narašačajočem zaporedju zapišejo pred imenom stranske verige.  Če sta na istem ogljikovem atomu dve stranski verigi iste vrste, se številka zapiše dvakrat, na primer 2,2-dietil.
  2. Različne stranske verige se grupirajo po (angleški) abecedi: etil je torej pred metilom in metil pred propilom. Predpone di-, tri- itd. se pri grupiranju po abecedi ne upoštevajo.
4. Identificira se preostale funkcionalne skupine, če so. Številke njihovih položajev, njihovo število in imena ionov, na primer hidroksi za –OH, oksi za =O im metoksi za -O-CH3, se grupirajo in razvstijo po abecedi po že opisani metodi.
5. Identificira se dvojne in/ali trojna trojne vezi. Njihove položaje se zapiše s številko ogljikovega atoma pred dvojno oziroma trojno vezjo. Primer: dvojna vez med 3. in 4. ogljikovim atomom se zapiše kot 3-en. Če je dvojnih ali trojnih vezi več, se njihovo število zapiše z di-, tri-, tetra- itd, na primer 2,4,6-trien.
6. Zapis se uredi v naslednjo obliko: skupina stranskih verig in sekundarnih funkcionalnih skupin + koren imena glavne verige, na primer but, okt... + dvojne/trojne vezi + primarna funkcionalna skupina.
7. Dodajo se ločila:
  1. Med številke se vstavijo vejice, tako da 2 2 5 postane 2,2,5.
  2. Med številke in imena se vstavijo pomišljaji, tako da 2 3 5 trimetilheksan postane 2,3,5-trimetilheksan.

Končni zapis spojine bi nazadnje izgledal kot
#,#-di<stranska veriga>-#-<stranska veriga>-#-<sekundarna funkcionalna skupina><koren glavne verige><če so v verigi samo enojne vezi, sledi pipona  "an">-#-<dvojne vezi>-#-<trojne vezi>-#-<primarna funkcionalna skupina>
Opomba: znak # pomeni položaj, vsa polja, razen glavne verige in vezi, pa so opcijska. Stranske verige in sekundarne funkcionalne skupine so zapisane po abecedi.

### Primer:
Glavna veriga je zaradi poenostavitve že pravilno oštevilčena.
Na naslednji sliki je ista molekula, v kateri so zaradi boljše preglednosti izbrisani vodikovi atomi v glavni verigi, namesto ogljikovih atomov v glavni verigi pa so številke njihovih položajev:

Sestavljanje imena:
1. Glavna veriga ima 23 ogljikovih atomov, zato se imenuje trikos-.
2. Funkcionalni skupini z najvišjo prioriteto sta dve keto skupini. 
  1. Številčenje ogljikovih atomov se bo podrejalo položaju keto skupin. Pri številčenju z leve bosta imeli skupini položaja 3 in 9, pri številčenju z desne pa položaja 15. in 21. Vsota 3+9=12, vsota 15+21=36. Pravilno je torej številčenje z leve na desno.
  2. Spojina je zato 3,9-dion.
3. Stranske verige so: etilna na 4., etilna na 8. in butilna na 12. ogljikovem atomu. Metoksi skupina –O-CH3 na 15. ogljikovem atomu ni stranska veriga!
  1. V spojini sta dve etilni skupini, kar se zapiše s 4,8-dietil.
  2. Stranske verige se grupirajo in zapišejo po abecedi z 12-butil-4,8-dietil.
4. Sekundarne funkcionalne skupine so: hidroksi- na 5., kloro- na 11., metoksi- na 15. in bromo- na 18. ogljikovem atomu. Urejene funkcionalne skupine se skupaj s stranskimi verigami zapiše z 18-bromo-12-butil-11-kloro-4,8-dietil-5-hidroksi-15-metoksi.
5. V verigi sta dve dvojni vezi: med 6. in 7. ter 13. in 14. ogljikovim atomom. Spojina je torej 6,13-dien.  Med 19. in 20. ogljikovom atomom je še trojna vez. Spojina bo zato tudi 19-in.
6. Po vstavljanju ločil bo imela spojina naslednje ime: 18-bromo-12-butil-11-kloro-4,8-dietil-5-hidroksi-15-metoksitrikos-6,13-dien-19-in-3,9-dion.

## Alkani
Glavni članek: Alkani
Imena acikličnih alkanov imajo končnico –an, osnova imena pa je odvisen od števila ogljikovih atomov v glavni verigi:
| Število ogljikovih atomov | 1   | 2  | 3    | 4   | 5    | 6    | 7    | 8   | 9   | 10  | 11    | 12    | 13     | 14       | 15       | 20    | 30       |
| Osnova imena              | met | et | prop | but | pent | heks | hept | okt | non | dek | undek | dodek | tridek | tetradek | pentadek | eikos | triakont |

Primer: najenostavnejši alkan je metan (CH4), alkan z devetimi ogljikovimi atomi CH3(CH2)7CH3  pa nonan.  Imena prvih štirih alkanov izvirajo iz imen metanola, etra, propionove kisline in maslene kisline. Ostali alkani imajo imena, ki izvirajo iz grških števil. Izjeme so nonan, ki je latinskega porekla, ter undekan in tridekan, katerih imeni sta sestavljeni iz obeh jezikov.
Cilkični alkani imajo pred svojim imenom besedo ciklo-. Primer: ciklični alkan C4H8 je ciklobutan, C6H12 pa cikloheksan.
Razvejani alkani se obravnavajo kot ravna veriga alkana s stranskimi alkilnimi skupinami. Položaj stranske verige je označen s številko ogljikovega atoma, na katerem je vezana. Ogljikovi atomi se štejejo s tiste strani, s katere je položaj stranske verige manjši. Primer: prva spojina na zgornji sliki je (CH3)2CCH3 (izobutan) se obravnava kot propan z metilno skupino na 2. ogljikovem atomu. Njeno sistematično ime je torej 2-metilpropan. Njeno ime se lahko poenostavi v metilpropan: ker je metilna skupina lahko vezana samo na drugem ogljikovem atomu, številka "2" ni potrebna.
Desni dve spojini na zgornji sliki prikazujeta obe možni številčenji ogljikovih atomov v izopentanu (CH3)2CHCH2CH3. Pravilno ime spojine je 2-metilbutan in ne 3-metilbutan, ker ima metilna skupina v prvem imenu nižji položaj.
Če je na istem ogljikovem atomu več enakih stranskih alkilnih skupin, se njihovi položaji ločijo z vejico, njihovo število pa zapiše z di-, tri-, tetra-, penta- itd. Na zgornji sliki je spojina C(CH3)4, ki se imenuje 2,2-dimetilpropan.
Če je v spojini več različnih alkilnih skupin, se zapisujejo pa abecedi ločene s pomišljajem. Pravilno ime spojine na zgornji sliki je 3-etil-4-metilheksan in ne 2,3-dietilpentan, ker je najdaljša veriga dolga šest in ne pet ogljikovih atomov.
Imenovanje alkanov z razvejanimi stranskimi alkilnimi skupinami je malo bolj zapleteno in zahteva nekaj izkušenj. Spojina na zgornji sliki ima na tretjem ogljikovem atomu na stranski propilni skupini vezano metilno skupino. Njeno ime je 3-metil-4—propiloktan.

## Alkeni in alkini
Glavna članka: Alkeni in Alkini
Imena alkenov so, tako kot pri alkanih, določena z dolžino glavne verige ogljikovih atomov. Od alkanov se razlikujejo po končnici –en in številki ogljikovega atoma, za katerim je dvojna vez: alken CH2=CHCH2CH3 je but-1-en. Elkeni z več dvojnimi vezmi so -dieni, -trieni itd: spojina CH2=CHCH=CH2 je buta-1,3-dien. Enostavni izomeri cis in trans so označeni s predponama cis- ali trans-, na primer  cis-but-2-en ali trans-but-2-en. Za poimenovanje bolj kompleksnih geometrijskih izomerov se uporabljajo Cahn-Ingold-Prelogova pravila proritete.
Sistem poimenovanja alkinov je enak sistemu poimenovanja alkenov, samo da se namesto končnice –en doda končnico –in, na primer etin (acetilen), propin (metilacetilen) itd.

## Funkcionalne skupine

### Tabela funkcionalnih skupin
Opomba: alk pomeni alkilne funcionalne skupine met-, et-, prop itd.
| Družina             | Struktura | Nomenklatura IUPAC       | Nomenklatura IUPAC za ciklične osnovne verige (če se razlikuje od aciklične verige) | Običajna nomenklatura      |
| alkilne skupine     | R—        | alkil                    | -                                                                                   | alkil                      |
| halogeni            | R—halogen | haloalkan                | -                                                                                   | alkil halogenid            |
| alkoholi            | R—OH      | alkanol                  | -                                                                                   | alkil alkohol              |
| amini               | R—NH2     | alkanamin                | -                                                                                   | alkil amin                 |
| karboksilne kisline |           | (alk + 1)anojska kislina | cikloalkankarboksilna kislina                                                       | -                          |
| aldehidi            |           | alkanal                  | cikloalkankarboksaldehid                                                            | -                          |
| ketoni              |           | alkanon                  | -                                                                                   | alk(1)il alk(2)il keton    |
| tioli               | R—SH      | alkantiol                | -                                                                                   | -                          |
| amidi               |           | (alk + 1)anamid          | cikloalkankarboksamid                                                               | -                          |
| etri                | R1—O—R2   | alkoksialkan             | -                                                                                   | alk(1)il alk(2)il eter     |
| estri               |           | alk(1)il alk(2)anoat     | alk(1)il cikloalk(2)ankarboksilat                                                   | alk(1)il (alk + 1)(2)anoat |
| ------------------- | --------- | ------------------------ | ----------------------------------------------------------------------------------- | -------------------------- |

### Alkoholi
Alkoholi s splošno formulo R-OH imajo končnico –ol, pred katero je številka ogljikovega atoma, na katerem je vezana –OH skupina: spojina CH3CH2CH2OH je propan-1-ol. Če je v spojini več –OH skupin, je njihovo število zapisano z di-, tri-, tetra- itd. Primer: etilen glikol CH2OHCH2OH je etan-1,2-diol.
Če je v spojini funkcionalna skupina z višjo prioriteto, na primer –COOH, dobi –OH skupina ime hidroksi in številko svojega položaja: spojina CH3CHOHCOOH (na sliki) je 2-hidroksipropanojska kislina.

### Halogenidi
Halogena funkcionalna skupina je zapisana kot fluoro-, kloro-, bromo- ali jodo-, pred njo pa je položaj ogljikovega atoma, na katerem je vezana. Če je skupin več, so zapisane kot dikloro-, trikloro itd. Primer: spojina CHCl3 (kloroform) se imenuje triklorometan, anestetik halotan (CF3CHBrCl) pa 2-bromo-2-kloro-1,1,1-trifluoroetan.

### Ketoni
Ketoni, spojine s splošno formulo R1-CO-R2, imajo končnico –on z vrinjeno številko položaja keto skupine (-CO-): spojina CH3CH2CH2COCH3 je pent-2-on. Če je v spojini skupina z višjo prioriteto, na primer aldehidna skupina, dobi ketonska skupina ime okso:  spojina CH3CH2CH2COCH2CHO je 3-oksoheksanal. 

### Aldehidi
Aldehidi, spojine s splošno formulo R-CHO, imajo končnico –al. Če so v spojini tudi druge funkcionalne skupine, se ogljikovi atomi štejejo tako, da ima ogljik v aldehidni skupini položaj 1.

Če je v spojini skupina z višjo prioriteto, dobi aldehidna skupina ime okso (enako kot keto skupina) in številko zadnjega ogljikovega atoma v verigi: spojina CHOCH2COOH je 3-oksopropanojska kislina. Če se ogljika karbonilne skupine ne da vključiti v glavno verigo, na primer v cikličnih aldehidih, se uporabi predpono formil- ali pripono karbaldehid.  Primer: spojina C6H11CHO je cikloheksankarbaldehid. 

### Karboksilne kisline
Karboksilne kisline se praviloma poimenujejo s pripono –ojska kislina. Ogljik v –COOH skupini dobi, tako kot pri aldehidih, položaj 1. Primer: spojina CH3CH2CH2CH2COOH (valerjanova kislina) se imenuje pentanojska kislina.  Nekatere enostavne kisline imajo trivialna imena, na primer mravljinčna in ocetna kislina. Obe imeni sta na seznamu IUPACovih dopustnih imen, njuni sistematični imeni pa sta metanojska oziroma etanojska kislina. Karboksilne kisline, ki so pripete na benzenov obroč, na primer C6H5-COOH, se imenujejo benzojske kisline ali njihovi derivati.

Če je v spojini na isti osnovni verigi več karboksilnih skupin, se zanjo uporabi pripona –karboksilna kislina. Takšna kislina se imenuje na primer –dikarboksilna, -trikarboksilna kislina itd. Ogljikov atom v karboksilni kislini se v takšnih primerih ne šteje kot ogljik v glavni alkanski verigi. Isto velja za predpono karboks-. Citronska kislina,  na primer, se  imenuje 2-hidroksipropan-1,2,3-trikarboksilna kislina in ne 2-karboksi-2-hidroksipentandiojska kislina. 

### Etri
Etri, spojine s splošno formulo R1-O-R2, imajo kisikov atom vezan med dva sosednja ogljikova atoma v osnovni verigi. Krajša od obeh verig bo pripono –an zamenjala s pripono –oksi in postala prvi del imena etra. Drugi del imena je ime alkana, ki tvori daljšo verigo etra. Spojina CH3-O-CH2CH3 je metoksietan in ne etoksimetan. Če kisikov atom ni vključen v osnovno verigo, se krajša alkilna-plus-etrska skupina obravnava kot stranska veriga, pred katero je zapisan položaj ogljikovega atoma v osnovni verigi, na katerega je obešena. Spojina CH3OCH(CH3)2 je 2-metoksipropan.

### Estri
Estri, spojine s splošno formulo R-CO-O-R', se obravnavajo kot alkilni derivati karboksilnih kislin. Prvi del imena estra sestavlja alkilna skupina R'. Drugi del imena sestavlja skupina R-CO-O-, ki se iz –ojske kisline preimenuje v –oat. Primer: spojina CH3CH2CH2CH2COOCH3 je metil pentanoat. Za estre, kot so etil acetat (CH3COOCH2CH3), etil formiat  (HCOOCH2CH3) ali dimetil ftalat, IUPAC priporoča uporabo teh ustaljenih imen, v katerih je pripona  –oat zamenjana s pripono –at.  Nekaj enostavnih primerov obeh načinov poimenovanja estrov je prikazan na sliki. 

Če alkilna skupina ni vezana na  zadnji ogljikov atom v osnovni verigi, se pred pripono –il vrine položaj estrske skupine. Primer: spojino CH3CH2CH(CH3)OOCCH2CH3 lahko imenujemo but-2-il propanoat ali but-2-il propionat. 

### Amini in amidi
Amini, spojine s splošno formulo R-NH2,  dobijo ime po alkanski verigi, kateri se doda pripona amin: spojina CH3NH2 je metanamin. Če je potrebno, se pred pripono amin vrine položaj amino skupine, na primer propan-1-amin za CH3CH2CH2NH2 oziroma propan-2-amin za CH3CHNH2CH3. Dopusten je tudi zapis, v katerem je beseda amino zapisana kod predpona, na primer aminobutan.
Za sekundarne amine s splošno formulo R1-NH-R2, je osnovno  ime amina  najdaljša veriga ogljikovih atomov. Druga veriga se obravnava kot alkilna skupina, pred katero je velika črka N (kot dušik), napisana v kurzivi. Primer: spojina CH3NHCH2CH3 je N-metiletanamin.  Terciarni amini s splošno formulo R1-NR2-R3 se obravnavajo podobno kot sekundarni amini: spojina CH3CH2N(CH3)CH2CH2CH3 je N-etil-N-metilpropanamin. Tudi za terciarne amine velja pravilo, da se substituente zapisujejo po abecedi.
Amidi, spojine s splošno formulo R-CO-NH2, dobijo ime alkana s pripono amid. Ozaka položaja ni potrebna, ker je njihova funkcionalna skupina  vedno na koncu verige. Primer: spojina CH3CONH2 (acetamid) se imenuje etanamid.
Sekundarni in terciarni amidi se obravnavajo podobno kot sekundarni in tercialrni amini: alkilna veriga, ki je vezana na dušikov atom, se obravnava kot substituenta s predpono N: spojina HCON(CH3)2 je N,N-dimetilmetanamid. 

### Ciklične spojine
Cikloalkani in aromatske spojine se obravnavajo kot osnovna veriga, ki ima obliko obroča, na katerega so vezane razne substituente. Ogljikovi atomi se številčijo podobno kot pri acikličnih spojinah. Primer: spojina ksilen (dimetilbenzen, CH3C6H4CH3 ima tri izomere: orto-, meta- in para-ksilen. Spojine se pravilno zapišejo kot 1,2-dimetilbenzen, 1,3-dimetilbenzen in 1,4-dimetilbenzen.
Ciklične strukture se lahko obravnavajo tudi kot funkcionalne skupine. V tem primeru dobijo ime cikloalkil-, na primer cikloheksil-, če gre za derivat cikloheksana, ali fenil-, če gre za derivat benzena.
Nomenklaturna shema IUPAC postane za bolj kompleksne ciklične spojine kmalu zelo zapletena. Za opis spojin, ki vsebujejo na primer fenol, furan, indol itd, je zato dopuščeno, da se za osnovno ime spojine vzame ustaljeno ime osnovne aromatske spojine (fenola, furana, indola itd).

## Prioriteta funkcionalnih skupin
Če ima spojina več kot eno funkcionalno skupino, stopnja prioritete določa, katera skupina bo v predponi in katera v priponi njenega imena. Skupina z najvišjo prioriteto bo v priponi, vse ostale skupine pa bodo v predponi imena. Dvojne in trojne vezi  spremenijo končnico –an v –en oziroma –in, ostali del imena pa  ostane nespremenjen.
Funkcionalne skupine, ki so v predponi imena, se zapišejo po (angleški) abecedi, pri čemer se števci di-, tri- itd. ne upoštevajo. Primer: pravilen je zapis klorofluorometan in ne fluoroklorometan. Če je v spojini več enakih funkcionalnih skupin, se ne glede na to, ali so v preponi ali priponi imena, s številkami zapišejo njihovi položaji, njihovo število pa se zapiše z di-, tri- itd. Primer: pravilen je zapis etan-1,2-diol in ne etan-2,1-diol. Črka N v aminih in amidih stoji pred številko. Primer: spojina CH3CH(CH3)CH2NH(CH3) je N,2-dimetilpropanamin. Zapis N,2 pomeni, da je ena metilna skupina vezana na dušikovem atomu (N), druga pa na 2. ogljikovem atomu v propanu. 

| Prioriteta | Funkcionalna skupina | Formula                              | Predpona                                                         | Pripona |
| ---------- | --- | ------------------------------------ | ---------------------------------------------------------------- | --- |
| 1          | Kationi npr. amonijev ion                                                                                                  | –NH4+                                |                                                                  | |
| 2          | Karboksilne kisline tiokarboksilne kisline selenokarboksilne kisline sulfonske kisline sulfinske kisline sulfenske kisline | –COOH –COSH –COSeH –SO3H –SO2H –SOH  | karboksi- tiokarboksi- selenokarboksi- sulfo- sulfino- sulfeno-  | -ojska kislina* -tiojska kislina* -selenojska kislina* -sulfonska kislina -sulfinska kislina -sulfenska kislina |
| 3          | Derivati karboksilnih kislin estri acil halogenidi amidi imidi amidini                                                     | –COOR –COX –CONH2 –CON=C< –C(=NH)NH2 | R-oksikarbonil- halogenidalkaniol- karbamoksil- -imido- amidino- | -R-oat -oksil halogenid* -amid* -imid* -amidin*                                                                 |
| 4          | Nitrili Izocianati | –CN –NC                              | ciano- izociano-                                                 | -nitril* izocianat                                                                                              |
| 5          | Aldehidi tioaldehidi | –CHO –CHS                            | formil- tioformil-                                               | -al* -tial* |
| 6          | Ketoni tioketoni | >CO >CS                              | okso- tiono-                                                     | -on -tion |
| 7          | Alkoholi tioli selenoli teluroli                                                                                           | –OH –SH –SeH –TeH                    | hidroksi- sulfanil- selenil- telanil-                            | -ol -tiol -selenol -telurol                                                                                     |
| 8          | Hidroperoksidi | –OOH                                 | hidroperoksi-                                                    | -hidroperoksid                                                                                                  |
| 9          | Amini imini hidrazini | –NH2 =NH –NHNH2                      | amino- imino- hidrazino-                                         | -amin -imin -hidrazin                                                                                           |
| 10         | Etri tioetri selenoetri | –O– S– Se–                           | -oksi- -tio- -seleno-                                            | |
| 11         | Peroksidi disulfidi | –OO– SS–                             | -peroksi- -disulfanil-                                           | |

* Opomba: Običajno se uporabljajo te pripone, v katerih se ogljikov atom šteje kot del predhodne ogljikove verige. Podrobnosti so pri opisih posameznih funkcionalnih skupin.

## Stara nomenklatura in trivialna imena
Stara nomenklatura je starejši sistem poimenovanja organskih spojin, ki je namesto predpon, pripon in vstavkov uporablja druge sisteme. Del starih imen alkoholov, aldehidov in karboksilnih kislin je prikazan v naslednji tabeli.
| Število ogljikovih atomov | Osnova imena v novem sistemu | Staro ime alkohola            | Staro ime aldehida | Staro ime kisline     |
| ------------------------- | ---------------------------- | ----------------------------- | ------------------ | --------------------- |
| 1                         | met                          | metil alkohol, lesni alkohol  | formaldehid        | mravljinčna kislina   |
| 2                         | et                           | etil alkohol, alkohol, špirit | acetaldehid        | ocetna kislina        |
| 3                         | prop                         | propil alkohol                | propionaldehid     | metilocetna kislina   |
| 4                         | but                          | butil alkohol                 | butiraldehid       | maslena kislina       |
| 5                         | pent                         | amil alkohol                  | valeraldehid       | valerjanova kislina   |
| 6                         | heks                         | kapril alkohol                | -                  | kapronska kislina     |
| 7                         | hept                         | enantil alkohol               | enantaldehid       | -                     |
| 8                         | okt                          | kapril alkohol                | kaprilaldehid      | kaprilna kislina      |
| 9                         | non                          | -                             | pelargonaldehid    | pelargonska kislina   |
| 10                        | dek                          | kapril alkohol                | kapraldehid        | kaprinska kislina     |
| 11                        | undek                        | -                             | -                  | -                     |
| 12                        | dodek                        | lavril alkohol                | lavraldehid        | lavrinska kislina     |
| 13                        | tridek                       | -                             | -                  | -                     |
| 14                        | tetradek                     | -                             | miristaldehid      | miristinska kislina   |
| 15                        | pentadek                     | -                             | -                  | -                     |
| 16                        | heksadek                     | cetil alkohol                 | palmitaldehid      | palmitinska kislina   |
| 17                        | heptadek                     | -                             | -                  | margarinska kislina   |
| 18                        | oktadek                      | stearil alkohol               | stearaldehid       | stearinska kislina    |
| 19                        | nonadek                      | -                             | -                  | -                     |
| 20                        | eikos                        | arahidil alkohol              | -                  | arahidinska kislina   |
| 21                        | heneikos                     | -                             | -                  | -                     |
| 22                        | dokos                        | behenil alkohol               | -                  | -                     |
| 23                        | trikos                       | -                             | -                  | -                     |
| 24                        | tetrakos                     | lignoceril alkohol            | -                  | lignocerinska kislina |
| 26                        | heksakos                     | cerotinil alkohol             | -                  | cerotinska kislina    |
| 28                        | oktakos                      | montanil alkohol              | -                  | montanska kislina     |
| 30                        | triakont                     | melisil alkohol               | -                  | melisinska kislina    |

### Aldehidi
Stara imena aldehidov izhajajo iz starih imen ustreznih karboksilnih kislin. Najbolj znana aldehida sta
- formaldehid (metanal) in
- acetaldehid (etanal)

### Ketoni
Stara imena ketonov so sestavljena iz imen obeh alkilnih ali arilnih skupin, ki sta vezani na karbonilno skupino. Imeni se pišeta narazen, sledi pa beseda keton, na primer etil metil keton (CH3COCH2CH3).
Trivialna imena nekaj najpomembnejših ketonov:
- aceton (dimetil keton, propan-2-on)
- acetofenon (fenil metil keton)
- benzofenon (difenil keton, difenilmetanon)
- etil izopropil keton (2-metil-3-pentanon)
- dietil keton (pentan-3-on)

Prva tri imena so dopustna tudi v nomenklaturi IUPAC.

## Ioni
Nomenklatura IUPAC ima tudi pravila za poimenovanje ionov.

### Hidronijev ion
Hidronijev ion je splošno ime za vodikov kation. V kategorijo hidronijevih ionov spadajo protoni, devteroni in tritoni.

### Primarni hidridni kationi
Enostavni hidridni kationi nastanejo s pripajanjem hidronijevih ionov na hidride halogenov, halkogenov in elementov iz dušikove skupine. Kationi dobijo imena amonijev (H4N+), oksonijev  (H3O+), fluronijev (H2F+) itd ion. Amonijev ion je nekakšna izjema, ker bi se moral imenovati nitronijev ion, vendar se to ime običajno uporablja za NO2+ ion.